# Michel Fourniret
Michel Fourniret, né le 4 avril 1942 à Sedan (Ardennes) et mort le 10 mai 2021 à Paris, est un violeur, pédocriminel et tueur en série français auteur de crimes commis principalement sur des jeunes filles en France et en Belgique.
Surnommé par les médias dans un premier temps le « Forestier des Ardennes », il s'est prétendu forestier auprès des policiers, un métier qu'il n'a jamais exercé, puis « l'Ogre des Ardennes », « le Tueur des Ardennes », « le Monstre des Ardennes », il est arrêté en Belgique pour une tentative d'enlèvement d'une fillette en juin 2003. Après enquête des faits qu'il a pu commettre en Belgique et la découverte des crimes commis en France, il est extradé vers la France le 9 janvier 2006.
Plusieurs fois reporté, son procès se conclut par sa condamnation à la réclusion criminelle à perpétuité incompressible pour cinq meurtres et deux assassinats de jeunes filles en France et en Belgique, les justices française et belge s'étant mises d'accord pour un procès unique. Des enquêtes se poursuivent pour d'autres affaires. Il avoue 11 meurtres et il est suspecté dans 21 autres affaires de disparition de fillettes et jeunes femmes.
En plus des sept meurtres à l'origine de sa condamnation, il en a avoué trois supplémentaires dont l'un pour lequel l'enquête se poursuit. Il est en outre soupçonné d'en avoir commis plusieurs autres. Certains de ses actes ont visé des filles mineures, dont quatre âgées de moins de quinze ans, avec une de douze ans, ce qui le fait entrer dans la catégorie des crimes pédocriminels. Son épouse, Monique Olivier, née le 31 octobre 1948, est accusée de complicité de meurtre et de non-dénonciation de meurtre, dont elle avait connaissance. Elle est jugée en même temps que lui et condamnée à la réclusion criminelle à perpétuité assortie d'une période de sûreté de 28 ans.

## Biographie

### Enfance et adolescence
Michel Fourniret est né le 4 avril 1942 dans un milieu ouvrier à Sedan, où il a passé son enfance. On sait très peu de choses à ce sujet, car il n'a pas voulu détailler cette période de sa vie auprès des enquêteurs.
Aux psychiatres qui l'interrogent sur sa mère, fille de paysan décrite par lui comme caractérielle, Michel Fourniret recommande les lectures de Jules Renard et Hervé Bazin : dans Poil de Carotte, le petit François, victime de la haine et des humiliations maternelles, prend plaisir à massacrer de petits animaux ; dans Vipère au poing, Jean, maltraité par sa mère tyrannique, trouve les femmes dégoûtantes. L’année de sa naissance, elle faisait des ménages à la Kommandantur de l'armée allemande qui occupait les Ardennes. Des rumeurs d'adultère avec un officier allemand ont circulé mais on ne sait si cette relation a réellement été consommée. Il aurait été victime d'inceste dans son enfance, du fait de sa mère, quand il avait quatre, cinq ans ou six ans[réf. nécessaire], « sa mère se servant de lui comme d’un objet sexuel ». De la prison de Fleury-Mérogis, il écrit à Monique Olivier : « Maman faisait la grasse matinée. Elle m'avait pris dans le lit… »[réf. nécessaire], ce qui fut par la suite démenti par son frère André.
Il a eu une sœur et un frère, tous deux plus âgés que lui : Huguette (morte en 2002) et André. Il aurait été très marqué par la vision de sa sœur déféquant dans un seau et a plus tard déclaré : « Pour moi, une femme, ça ne défèque pas. C'est dégradant, ce n'est pas à la hauteur de l'image de la Sainte Vierge ».
Son père travaille comme ouvrier métallurgiste à Sedan. Il est décrit comme alcoolique et absent. Il divorce de sa femme à la santé mentale défaillante et obtient la garde de ses trois enfants.
Michel Fourniret est décrit par ses camarades de classe comme fourbe, voleur de stylos, de portefeuilles et de livres. « Dans l'adolescence, il trépignait de plaisir après avoir fait ses petites conneries perverses » qui lui vaudront d'être battu par ses camarades ou les surveillants de son école.

### Vie d'adulte
Joueur d'échecs et passionné par la littérature, il est décrit comme cultivé, citant Dostoïevski, Rilke, Camus. Il sert dans les commandos de l'Air en Algérie puis se tourne vers des métiers techniques et devient ouvrier-fraiseur et menuisier.
Il se marie en 1964 avec Annette et a son premier enfant. En 1967, il est condamné pour la première fois à de la prison avec sursis pour agression sur mineures. Sa femme demande le divorce. En 1970, il se remarie avec Nicole, mariage qui sera suivi de la naissance d'un fils, puis de jumelles.
Entre 1966 et 1973, il est condamné pour des faits de voyeurisme et de violence commis à Nantes et à Verdun,. Il est incarcéré le 25 mars 1984 pour une dizaine d'agressions et viols sur mineurs en région parisienne mais les jurés de la cour d'assises de l'Essonne requalifient les chefs d'inculpation en attentat à la pudeur et le condamnent le 26 juin 1987 à sept ans de prison dont deux avec sursis, condamnation assortie de trois ans de mise à l'épreuve. Entre-temps sa seconde épouse demande le divorce.

### Séjour dans l'Yonne et premiers meurtres
Pendant son incarcération, il rencontre sa nouvelle compagne, Monique Olivier, par le biais d'une petite annonce dans Le Pèlerin, dans laquelle il écrit : « Prisonnier aimerait correspondre avec personne de tout âge pour oublier solitude ». Après un échange de courriers, elle vient lui rendre visite régulièrement pendant son incarcération. Il est libéré pour « conduite exemplaire » le 22 octobre 1987 à Fleury-Mérogis, par le jeu des remises de peine et des trois ans de détention provisoire déjà effectués avant le procès. Il va s'installer avec Monique Olivier à Saint-Cyr-les-Colons, dans l'Yonne, non loin d'Auxerre, le second mari de sa mère y possédant une maison.
Monique Olivier, née le 31 octobre 1948 à Tours, est elle-même séparée de son mari et a deux fils. Elle épouse Michel Fourniret le 28 juillet 1989 et ils ont un fils, Sélim Fourniret, qui naît le 9 septembre 1988. Ils projettent vaguement de monter un gîte rural. L'homme est discret dans le village, vivant de petits travaux au noir de maçonnerie, tandis que sa femme reste cloîtrée chez elle. Il commet son premier enlèvement suivi de viol et meurtre avec la complicité active de celle-ci en décembre 1987, moins de trois mois après sa libération et son installation dans le village icaunais. Il enlève, viole et tue une adolescente de 17 ans, Isabelle Laville. Le couple circule ensuite entre les Ardennes et l'Yonne, parcours ponctué de plusieurs viols, meurtres et assassinats. En décembre 1988[source insuffisante], ils quittent l'Yonne pour s'installer à Floing, près de Sedan.

### Récupération d'un magot

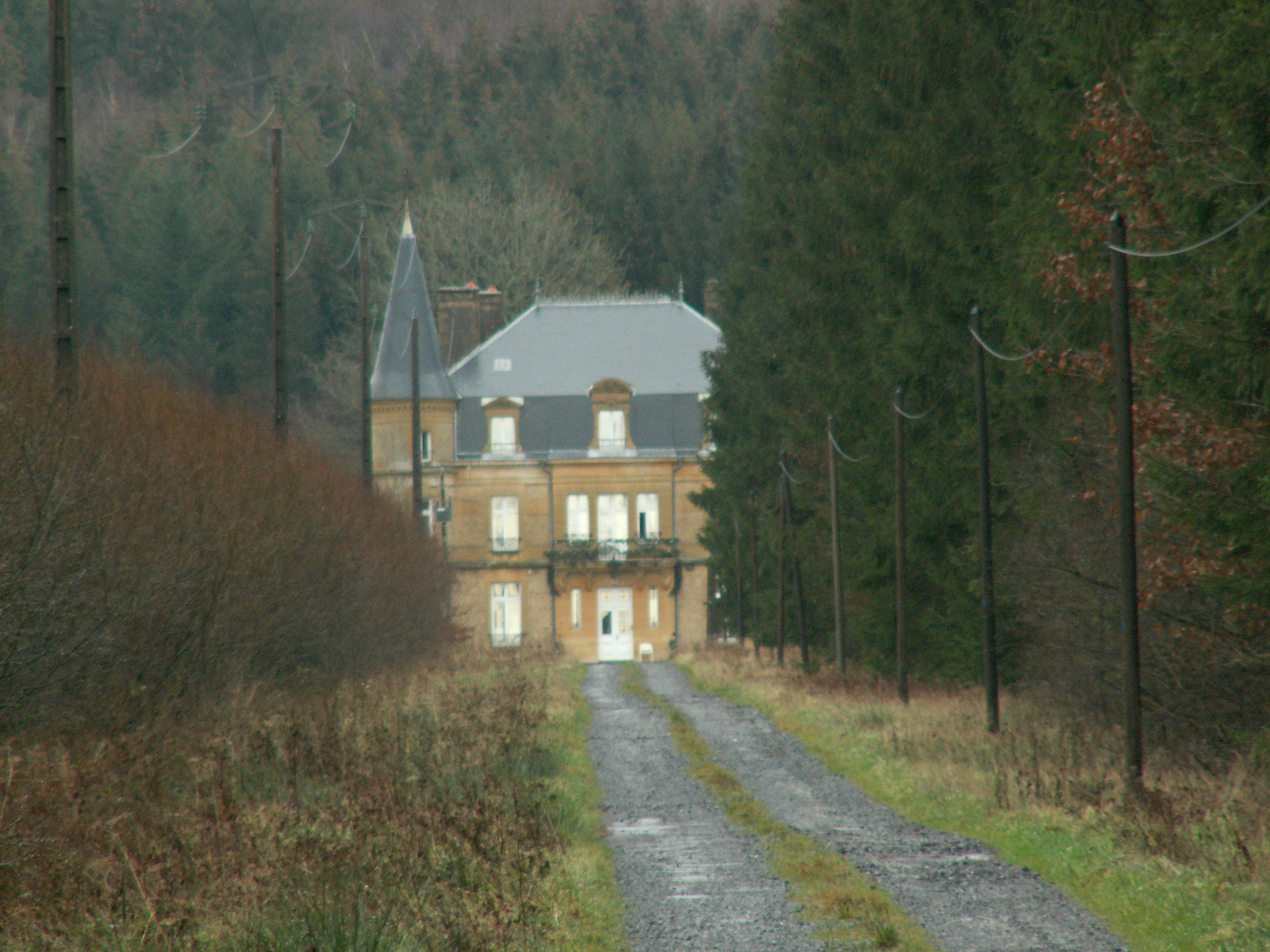
Château du Sautou, commune de Donchery

En 1988, il est contacté par Farida Hamiche, la compagne d'un de ses anciens compagnons de cellule, Jean-Pierre Hellegouarch. Ce dernier, après avoir flirté avec les milieux d'extrême gauche (Action directe), avait été arrêté pour braquage et trafic de stupéfiants. En prison, il a sympathisé avec Fourniret. Par l'entremise de sa compagne, Hellegouarch lui demande d'aller avec elle chercher un magot caché dans un cimetière du Val-d'Oise et constitué de plusieurs dizaines de kilos de lingots et de pièces d'or, et de les transférer dans un appartement à Vitry-sur-Seine. La provenance de ce magot reste incertaine mais il semble que, via un braqueur italien nommé Gianluigi Esposito, Hellegouarch ait eu connaissance de cette cache abritant une partie du « trésor de guerre » du célèbre gang des postiches, dont l'un des membres, André Bellaïche, s'était évadé d'une prison italienne avec Esposito. Fourniret et Farida Hamiche procèdent au transfert. Mais une fois ce dernier terminé, Fourniret réussit à tendre à la femme un guet-apens. Sous prétexte d'aller chercher des armes, il l'attire dans une carrière de Clairefontaine dans les Yvelines et la tue. Ce qu'il décrira aux enquêteurs belges en ces termes froids : « Il n'y a eu aucun aspect sexuel, il s'agissait seulement d'un transfert de propriété[réf. nécessaire]. »
En janvier 1989, grâce à l'argent tiré des lingots qu'il a revendus à Bruxelles, il achète pour 1,2 million de francs un petit manoir du XIXe siècle isolé et entouré par la forêt, le château du Sautou, situé à Donchery, dans les Ardennes, et un studio à Sedan. Quelque temps plus tard, Hellegouarch sort de prison et se rend immédiatement auprès de Fourniret pour obtenir des explications. Mais ce dernier, par peur des représailles, s'est installé dans un taudis près de Sedan et joue la comédie. Il dit ne rien savoir de la disparition du magot ni de celle de Farida Hamiche. Hellegouarch repart convaincu que son « ami » n'a rien à voir avec ces disparitions[réf. nécessaire].
Cependant, en raison d'une affaire de faux-papiers, la police s'intéresse de nouveau à Fourniret et à Hellegouarch. Elle procède à une perquisition dans le château de Sautou, révélant ainsi son existence à Hellegouarch, qui repart dans les Ardennes. Mais Fourniret arrive à lui échapper et revend précipitamment le manoir en 1991.
Pour ces faits, Fourniret est mis en examen dans le cadre d'une instruction diligentée par un juge d'instruction de Versailles. Son avocat, Me Grégory Vavasseur, soulève la prescription des faits qui ont été commis plus de dix ans avant qu'un acte de poursuite ait été entrepris.

### Vie en Belgique
Michel Fourniret s'installe avec sa femme et son fils en Belgique, à Sart-Custinne, à une dizaine de kilomètres de la frontière française,. En 1999, Hellegouarch, renvoyé en prison pour une autre affaire, porte plainte contre Fourniret pour la disparition de son épouse, mais l'enquête s'enlise et n'aboutit pas. Fourniret effectue des petits boulots (bûcheron, maçon et carreleur) et trouve un emploi comme surveillant dans l'école communale de Gedinne.

### Arrestation
Le 26 juin 2003, à Ciney, non loin de Namur, en Belgique, Michel Fourniret enlève en camionnette Marie-Ascension, 13 ans, sur le chemin d’un commerce de proximité. Comme pour ses autres crimes, il utilise la ruse, indiquant à la fille qu'il cherche l'école. La fillette lui montre la direction mais refuse de monter dans le véhicule. Fourniret prend une moue indignée et avec un air de professeur, lui dit : « Ce n'est pas bien de ne pas faire confiance aux gens ! » Cette phrase et le ton employé convainquent Marie-Ascension, qui finit par monter à bord. Il démarre, passe devant l’école, accélère. Sur le chemin, Fourniret s’arrête dans un parking, ligote la jeune fille, la déplace à l’arrière de la fourgonnette puis redémarre.
Alors que le véhicule marque un stop à un carrefour, à Beauraing, à une dizaine de kilomètres du lieu de l'enlèvement, Marie-Ascension réussit à ouvrir la porte arrière et à s'échapper. Elle est prise en charge par une automobiliste. Alors qu’elle croise la fourgonnette de Fourniret qui avait fait demi-tour, probablement pour retrouver la fille, l'automobiliste note la plaque d'immatriculation de la camionnette C 25, ce qui permet l'arrestation du criminel. Il a 61 ans.
Lors de l'enquête, les policiers belges apprennent par la police française les antécédents de Fourniret. Ils relancent les enquêtes sur les disparitions récentes d'enfants en Belgique. Après un an d'interrogatoires sans succès, le couple ayant organisé sa défense pendant les séances (enregistrées) du parloir, Michel Fourniret est sur le point d'être relâché. Mais Monique Olivier, après quelque 120 interrogatoires, craque et révèle en juin 2004 une partie du parcours criminel de son mari. Le 29 juin 2004, elle est placée sous mandat d'arrêt pour non-assistance à personnes en danger et, le 30 juin 2004, son mari confesse six assassinats lors d'aveux filmés.

## Meurtres avoués par Fourniret
- Isabelle Laville, 17 ans, enlevée par le couple Fourniret à Auxerre le 11 décembre 1987, en revenant du lycée[30]. Son corps a été découvert en juillet 2006, 19 ans après les faits, au fond d'un puits à Bussy-en-Othe dans la campagne auxerroise après des recherches de la gendarmerie à partir de quelques indications de l'emplacement données par Fourniret. La gendarmerie a dû procéder à un déblaiement sur 30 mètres de profondeur, le puits ayant entretemps été comblé par la commune. Ce meurtre fut un temps attribué à Émile Louis, autre tueur en série de la région[15].
- Farida Hammiche, 31 ans, compagne de Jean-Pierre Hellegouarch, un ancien compagnon de cellule de Fourniret, disparue depuis le 12 avril 1988. Il avoue l'avoir tuée pour mettre la main sur une partie du magot du gang des postiches dont Hellegouarch était proche, faisant accuser Farida Hammiche du détournement. Lors du procès d'assises, il réitère ses aveux et accuse en outre Monique Olivier d'avoir participé au meurtre, ce qu'elle nie[31]. Il aurait acheté son château du Sautou avec l'argent provenant de ce magot. Le corps de la victime n'a pas été retrouvé et l'enquête se poursuit.
- Marie-Angèle Domèce, 19 ans, disparue le 8 juillet 1988 à la sortie du foyer Leclerc de Fourolles à Auxerre. En mars 2008, le tueur en série avait été mis en examen dans cette affaire, dénoncé par Monique Olivier, qui s'était par la suite rétractée. La cour d'appel avait finalement ordonné un non-lieu à l'encontre du tueur en série dans cette affaire et celle de Joanna Parrish, le 14 septembre 2011. Fourniret avoue finalement ce meurtre en février 2018 mais le corps n'a jamais été retrouvé[32].
- Fabienne Leroy, 20 ans, disparue le 3 août 1988 à Chalons-en-Champagne, dont le corps fut retrouvé plus tard dans des bois environnants ; elle avait été violée et tuée par balle. Fourniret aborda la jeune femme sur le parking d'un supermarché en lui demandant de le conduire chez un médecin, Monique Olivier alors enceinte avait fait croire à un malaise.
- Jeanne-Marie Desramault, étudiante de 22 ans, disparue le 18 mars 1989 à Charleville-Mézières. Son cadavre fut retrouvé dans la propriété de Fourniret sur indication de ce dernier en juillet 2004. Fourniret l'avait rencontrée dans le train entre Paris et Charleville-Mézières et avait avec son épouse réussi à l'attirer chez lui[18].
- Élisabeth Brichet, Belge de 12 ans. Elle a disparu de Saint-Servais (près de Namur) le 20 décembre 1989. Le couple l'aurait repérée alors qu'elle se rendait au domicile d'une amie et aurait attendu qu'elle en ressorte. Prétextant que leur bébé était malade, lui et son épouse ont demandé à la fillette de les accompagner chez un médecin. Après l'avoir violée, il la tue 36 heures plus tard chez lui[33]. On a longtemps cru que son enlèvement était le fait de Marc Dutroux, jusqu'à ce que Fourniret mène la police en juillet 2004 sur le lieu où il l'avait enterrée, dans sa propriété du château du Sautou.
- Joanna Parrish, Britannique de 20 ans, lectrice d'anglais au lycée Jacques-Amyot d'Auxerre, retrouvée le 17 mai 1990 dans une rivière à Moneteau (Yonne) après avoir été violée, battue et étranglée. En mars 2008, le tueur en série avait été mis en examen dans cette affaire pour assassinat. La cour d'appel avait finalement ordonné un non-lieu à son encontre le 14 septembre 2011. Un an plus tard, elle avait annulé l'ordonnance de non-lieu dans l'affaire Parrish et demandé aux juges de rouvrir l'instruction sur la base de nouvelles pistes. Fourniret avoue les faits en février 2018[32].
- Natacha Danais, 13 ans, disparue le 24 novembre 1990 à Rezé dans la banlieue sud de Nantes. Fourniret et son épouse s'étaient rendus à Nantes ce jour-là, Fourniret devant répondre à une convocation du tribunal. À la sortie de l'audience, le couple croise la fillette sur le parking du centre commercial E.Leclerc « Atout Sud » et l'enlève[34],[18]. Le corps de l'adolescente est retrouvé quelques jours plus tard, poignardé, dans les dunes de Brem-sur-Mer[18] à 70 km de Nantes. À l'époque, Jean Groix, vétérinaire et militant breton, fut soupçonné. Il habitait en face du domicile de la fillette qu'il connaissait et possédait une fourgonnette blanche similaire à celle de Fourniret, telle que l'avait décrite la sœur de Natacha. Il est incarcéré à la suite de la découverte fortuite, lors d'une perquisition dans son cabinet pour l'affaire Danais, de trois Basques qu'il hébergeait, membres supposés d'ETA ; Jean Groix s'est suicidé en prison quelques semaines après son incarcération.
- Céline Saison, lycéenne de 18 ans disparue le 16 mai 2000 à Charleville-Mézières alors qu'elle venait de passer une épreuve du bac[18]. Son corps fut retrouvé en juillet 2000 en Belgique.
- Mananya Thumpong, 13 ans, Française d'origine thaïlandaise disparue le 5 mai 2001 à Sedan, en revenant de la médiathèque[18]. Ses ossements ont été retrouvés en mars 2002 en Belgique, dans le bois de Nollevaux, à une trentaine de kilomètres de Sedan[35].
- Estelle Mouzin, 9 ans, Française, disparue le 9 janvier 2003 à Guermantes (Seine-et-Marne) au retour de l'école. Michel Fourniret avoue son meurtre le 6 mars 2020, dix-sept ans après sa disparition[36]. Son corps n'a pas été retrouvé.

Dans un premier temps, Fourniret a nié toute implication dans les meurtres de Céline Saison et Mananya Thumpong. Il les avoue le 1er juillet 2004 après un long interrogatoire policier. Le 18 janvier 2006, la Cour de cassation a rejeté le pourvoi introduit par Monique Olivier, requérant la prescription de l'action publique pour les meurtres d'Isabelle Laville, de Fabienne Leroy, de Jeanne-Marie Desramault, d'Élisabeth Brichet, de Natacha Danais et de Farida Hamiche.
L'épouse de Fourniret, également incarcérée pour complicité de crimes, indiqua que son mari avait également tué une fille de 16 ans qui travaillait au pair à leur domicile. Il l'aurait assassinée en 1993, mais cela n'a pas pu être confirmé, ni l'identité de la victime connue. Monique Olivier ayant indiqué que le corps avait été enterré à Sart-Custinne, plusieurs fouilles ont été entreprises en 2004 au domicile des Fourniret et dans les environs, mais sans résultats.
Fourniret a aussi avoué la tentative de meurtre d'un représentant de commerce dans les années 1980 sur une aire d'autoroute, indiquant qu'il lui avait tiré dessus pour lui voler son portefeuille et l'avait laissé pour mort. En fait, l'homme n'avait pas été tué et avait pu être secouru. Il avait porté plainte, mais l'enquête avait ensuite été classée sans suite, faute d'éléments. La victime a été retrouvée en 2004 grâce à la sagacité d'un gendarme en retraite, car l'homme ne s'était pas fait connaître malgré la médiatisation de l'affaire après l'arrestation de Fourniret. Mais ce crime n'a pas été jugé : les faits auraient pu être considérés prescrits du vivant de Michel Fourniret.

## Autres meurtres
Des enquêtes se poursuivent sur d'autres meurtres ou disparitions.
Le 18 juin 2007, trois semaines après la fin de l'instruction judiciaire et la signature de son ordonnance de renvoi devant les assises, Fourniret a réclamé de comparaître pour le meurtre de Joanna Parrish et les disparitions de Marie-Angèle Domèce et d'Estelle Mouzin. Il prétend dans sa lettre qu’il « doit des explications » aux familles de ces trois filles et souhaite leur parler. La justice française reste très circonspecte face à cette demande, craignant une manipulation de Fourniret pour reporter son procès.
De plus, les enquêteurs restent perplexes sur la période « blanche », sans crimes connus, de près de 10 ans entre 1990 et 2000 dans la série meurtrière de Fourniret alors que celui-ci avait commis 8 meurtres entre 1987 et 1990, puis 3 meurtres et une tentative d'enlèvement entre 2000 et 2003.

### Implication dans l'affaire Estelle Mouzin
Lors de l'arrestation de Michel Fourniret en Belgique le 26 juin 2003 et avant les aveux de son épouse, Monique Olivier, l'enquête belge s'orientait vers d'éventuels autres rapts d'enfants. Des policiers français travaillant sur la disparition, le 9 janvier 2003 à Guermantes, en Seine-et-Marne, d'Estelle Mouzin, une fillette de 9 ans, étaient venus interroger Fourniret en Belgique, en vain.
En 2006, le procureur de Charleville-Mézières a indiqué avoir communiqué des éléments à verser au dossier d'Estelle Mouzin, instruit au tribunal de Meaux. Ces éléments portent essentiellement sur la personnalité de Fourniret, « compatible » avec l'enlèvement d'Estelle Mouzin. Une cassette vidéo avec un enregistrement d'un reportage télévisé sur sa disparition avait été trouvée au domicile de Fourniret, ainsi que des photos de la fillette sur son ordinateur.
Il a jusqu'à cette date toujours nié être à l'origine de cet enlèvement. Son épouse a même rapporté au juge un propos cynique de Fourniret alors qu'il regardait en janvier 2003 un reportage à la télévision belge sur la disparition d'Estelle Mouzin, « Celle-là, ce n'est pas moi… » lui aurait-il dit avec un sourire (mais il avait aussi nié dans un premier temps les meurtres de Mananya Thumpong et de Céline Saison avant que l'enquête ne permît de les lui imputer). La police n'a aucun élément pouvant impliquer Fourniret dans la disparition d'Estelle Mouzin. Elle n'a trouvé aucune trace de l'ADN d'Estelle dans la fourgonnette du tueur. Aucun des cheveux retrouvés ne correspond non plus à ceux de la fillette. En revanche, une heure après la disparition, à 20 h 08, un appel téléphonique a été passé du domicile de Fourniret dans les Ardennes au fils de ce dernier, et d'autres appels de son téléphone portable ont « borné » en Belgique, ce qui tendrait à l'innocenter de cette disparition, même si l'on n'a pas la certitude que c'est bien lui-même qui a téléphoné. Par ailleurs, son fils ne se souvient plus de cet appel.
Le 21 mai 2010, l'avocat des parents d'Estelle Mouzin annonce qu'il a demandé à la justice d'expertiser trois scellés provenant du dossier Fourniret. Les scellés concernent des morceaux de lacets blancs et de gants noirs, fournis par les autorités belges après l'arrestation de Michel Fourniret. La petite Estelle possédait des bottes blanches à lacets ; des gants noirs sont aussi mentionnés sur l'avis de recherche de la fillette.
Le 7 octobre 2013, Fourniret est innocenté, après une multitude d'analyses sur des poils et des cheveux retrouvés par milliers dans sa camionnette blanche, aucun ADN ne correspondant à celui d'Estelle Mouzin.
Le 20 mai 2015, Monique Olivier, l'ex-épouse de Michel Fourniret, est entendue par les enquêteurs à Rennes. Selon les dépositions de deux de ses codétenues, elle affirme avoir donné un faux alibi à Fourniret le soir de la disparition d'Estelle Mouzin. Elle avait à l'époque affirmé que son mari se trouvait chez elle, alors qu'elle savait que ce n'était pas le cas.
Lors d'une audition le 2 mars 2018, dans le cadre de l'affaire Domèce, Michel Fourniret a fait des « aveux en creux » sur la disparition d'Estelle Mouzin selon Me Herrmann, l'un des avocats du père de l'enfant. Six mois plus tard, le 7 septembre, des fouilles ont lieu dans les Yvelines au domicile de l'ex-épouse de Fourniret, mais sans résultat[source insuffisante].
Le 21 novembre 2019, 16 ans après la disparition d’Estelle Mouzin, Monique Olivier, l’ex-épouse de Fourniret, avoue que celui-ci n’était pas à leur domicile le soir où l’enlèvement a été commis, ce qui contredit son alibi. Elle déclare que c’est elle-même qui a passé l'appel au fils de Fourniret à la demande de son mari. Deux mois plus tard, le 24 janvier 2020, elle confirme à la juge d'instruction Sabine Khéris que c'est bien elle qui a téléphoné au domicile du fils de Fourniret le 9 janvier 2003, jour de la disparition de la fillette, et que cette dernière présentait le profil que recherchait son mari. Elle ajoute que Michel Fourniret aurait fait des repérages dans les jours précédant l'enlèvement, et qu'il serait rentré un soir en déclarant avoir repéré « un beau petit sujet »[source insuffisante].
Le 6 mars 2020, lors de son audition par le juge Sabine Kheris, Michel Fourniret avoue le meurtre d'Estelle Mouzin.
Le 21 août 2020, l'avocat de l'ex-épouse de Fourniret déclare que sa cliente, désormais mise en examen pour « complicité », affirme que son ex-mari avait kidnappé Estelle Mouzin le 9 janvier 2003 et qu'il l'avait emmenée à Ville-sur-Lumes, dans les Ardennes, « pour la séquestrer » et « qu'il l'avait violée et étranglée ». Des traces d’ADN partielles d’Estelle Mouzin sont retrouvées sur un matelas de l’ancienne maison de la sœur de Fourniret. Les fouilles reprennent en décembre 2020.

### Implication démentie dans l'affaire Ranucci
Selon le quotidien belge Le Soir du 19 janvier 2006, des enquêteurs belges auraient établi que Michel Fourniret, qui aime jouer au chat et à la souris avec les enquêteurs en les guidant vers le lieu des crimes dont il est accusé, aurait admis avoir passé en 1974, année du meurtre de la jeune Marie-Dolorès Rambla, des vacances dans la région de Berre, près de Marseille, région où se sont produits l'enlèvement et le meurtre de la fillette qui valurent à Christian Ranucci d'être condamné à mort et guillotiné en 1976. De plus, certains ont cru reconnaître Fourniret parmi le public du procès de Christian Ranucci sur des photos d’archives détenues par le quotidien régional La Provence.
Le quotidien Le Soir ajoute que Fourniret, qui était déjà connu à l'époque comme agresseur d'enfants, était, comme Ranucci, propriétaire d'une Peugeot 304 coupé. Mais selon la RTBF, le véhicule de Fourniret à l'époque aurait bien été une Simca 1100. Ces deux modèles de voiture avaient à l'époque été au centre de l'Affaire Ranucci. Les partisans de l'innocence de Ranucci tiennent pour acquis que le ravisseur de la fillette a utilisé une Simca 1100 grise, se fondant sur le témoignage recueilli par un journaliste auprès du frère de la victime, à l'époque âgé de 6 ans, mais les procès-verbaux de la police retiennent que l'enfant a été incapable d'identifier le véhicule à partir de ceux présents dans la cour de l'Évêché. Les partisans de Ranucci avancent aussi le témoignage d'un tôlier mécanicien, témoin vraisemblable de l'enlèvement, mais témoignage non indépendant du premier puisque postérieur à l'information alors diffusée par les médias de l'identification, vraie ou fausse, par le garçonnet d'une Simca 1100. La qualité de mécanicien du témoin est souvent avancée par les partisans de l'innocence comme une preuve de la qualité de ce témoignage. A contrario, l'enlèvement s'est fait sans violence et la scène a pu apparaître d'une telle banalité que l'identification de tel ou tel véhicule ne peut être tenue pour certaine.
Cette information du quotidien belge a été démentie le jour même par le procureur de Charleville-Mézières, Francis Nachbar : « En l'état actuel des investigations multiples menées en France sur les faits criminels commis par Michel Fourniret et de notre connaissance des enquêtes effectuées par les autorités judiciaires belges, aucun élément sérieux, le plus ténu soit-il, ne permet d'accréditer de telles informations ou rumeurs ».
Contrairement à ce que supposait le journal régional La Provence, Michel Fourniret ne serait pas l'homme sur les photos prises lors du procès de Christian Ranucci. L'information du quotidien, relayée ensuite par plusieurs médias belges et français, a été démentie le 27 janvier 2006 par le procureur de Charleville-Mézières, qui ne voit sur la photo qu'une « vague ressemblance ». Une étude anthropométrique faite par l'identité judiciaire du SRPJ de Reims à partir d'une douzaine de photos de l'homme qui apparaît sur les clichés du procès et de plusieurs photos de Fourniret prises à la même époque a conclu qu'il ne s'agissait pas du même homme (menton « à fossette » pour l'inconnu, pas pour Fourniret, sourcils de type retombant pour l'inconnu, pas pour Fourniret, l'inconnu porte des lunettes, pas Fourniret à cette époque). Michel Fourniret a en outre nié une fois de plus avoir été présent dans la région de Marseille à cette époque. Il travaillait beaucoup et avait « peu de vacances », a-t-il assuré.
Seul élément qui pourrait contredire cette analyse, si l'on retrouvait de l'ADN de Fourniret sur le fameux pull-over rouge de cette affaire, toujours conservé au greffe du tribunal d'Aix-en-Provence. Mais celui-ci a été conservé non protégé et a souvent été manipulé par les policiers, les gendarmes et sans doute plusieurs fois par le personnel du greffe, rendant difficile le prélèvement d'un ADN exploitable plus de 30 ans après.

## Longue impunité
Depuis sa sortie de prison en 1987 et pendant 16 ans, Michel Fourniret n'a jamais été inquiété par la justice ou la police. Cela peut s'expliquer par plusieurs raisons :
- la plupart des affaires criminelles qui lui sont aujourd'hui imputées n'avaient pas été reliées entre elles ;
- les crimes ont été commis des deux côtés de la frontière franco-belge ;
- ils ont été commis à des endroits parfois très éloignés les uns des autres : Yonne, Reims, Charleville-Mézières, Namur, Nantes, Ardennes, Sedan ;
- Fourniret tue de différentes façons, donc n'est pas « classé » comme tueur en série ;
- certains de ses crimes sont attribués à d'autres tueurs en série connus : Marc Dutroux en Belgique, Émile Louis dans l'Yonne, Francis Heaulme en Loire-Atlantique, Pierre Chanal dans la Marne ;
- il arrive à donner une bonne image de lui auprès de son entourage. Il avait ainsi réussi à obtenir un poste de surveillant dans une école belge, 6 mois avant son arrestation.

En France, lors de l'enquête administrative ouverte sur des dysfonctionnements judiciaires dans le traitement des « Disparues de l'Yonne », il n'a pas été démontré d'erreurs dans le traitement policier et judiciaire de la disparition d'Isabelle Laville en 1987 qui avait entraîné, dans les jours suivants, d'importantes recherches. Mais l'avocat de la famille Laville déplore que l'on n'ait pas enquêté auprès des délinquants sexuels de la région, ce qui aurait permis d'interroger Michel Fourniret.

## Profil psychologique
Dans un document qu’il a transmis à la cour d’assises, Michel Fourniret se décrit comme « un être mauvais et dénué de tout sentiment humain ».
Les aveux froids et les récits des interrogatoires font apparaître une personnalité égocentrique, imperméable aux remords et indifférente à la douleur des familles des victimes.
En septembre 2004, des experts de la justice belge ont reconnu Michel Fourniret responsable de ses actes.
Lors de son procès d'assises en 1987, il est décrit par l'expertise psychiatrique comme « un homme dangereux, obnubilé par le fantasme de la virginité chez ses victimes » et « ne réalisant pleinement (son) caractère antisocial que devant la résistance de celles-ci ».
Il a une obsession de la virginité chez les femmes, qui traverse toute son existence. Il a raconté aux enquêteurs que la grande désolation de sa vie était de n'avoir jamais épousé une femme vierge. Ainsi justifie-t-il son éternelle recherche d'enfants et de jeunes filles, qu'il nomme MSP (« Membranes Sur Pattes »), partant régulièrement « à la chasse », selon ses propres termes.
Il n'est pas sujet à des pulsions soudaines et incontrôlables puisque, dans l'un des interrogatoires, il reconnaît avoir creusé des trous pour ensevelir ses victimes avant de partir à leur recherche. Dans d'autres cas, comme celui d'Élisabeth Brichet, il a été capable d'attendre plusieurs heures la sortie de la fillette qu'il avait repérée.
Il est capable aussi d'actes extrêmement violents sans aucune connotation sexuelle pour s'accaparer un bien : tentative de meurtre sur un représentant de commerce pour lui voler son portefeuille, meurtre de Farida Hamiche pour les lingots d'or ou vol d'armes avec violence à la police des frontières à Givet.
La presse présente souvent Fourniret comme un être manipulateur et calculateur. Les enquêteurs le soupçonnent d'avoir, pour brouiller les pistes, enlevé des jeunes filles dans des régions où sévissaient déjà des tueurs en série ou d'avoir imité leurs manières de faire. En avril 2001, les enquêteurs pensent qu'il a utilisé un stratagème pour se disculper d'une éventuelle accusation. Alors qu'il n'a pas réussi à faire monter dans son véhicule une femme de 20 ans à Han-sur-Lesse, il emmène quelques heures plus tard une autre jeune femme de Rochefort à Chanly, dans son véhicule, sans tenter quoi que ce soit, se montrant même courtois. Il aurait ainsi essayé d'anticiper sa défense face aux enquêteurs en cas de plainte de la première jeune fille, sachant qu'il allait être repéré par sa plaque d'immatriculation.
Dahina Le Guennan, présidente de l'association Victimes en série (association d'aide aux familles victimes de tueurs ou violeurs en série et qui lutte contre la prescription de ces crimes) et l'une des premières victimes de Fourniret (sur lequel elle a écrit un livre) s'emporte contre cette description. Elle note que, si Michel Fourniret était aussi intelligent qu'on le dit, il n'aurait pas commis tous ses crimes dans un même type de véhicule ou n'aurait pas donné son prénom à certaines de ses victimes. Pour elle, il a surtout pu sévir aussi longtemps par chance et aussi parce que la magistrature ne s'était pas donné les moyens d'appréhender un tel individu, citant par exemples qu'il a été arrêté de nombreuses fois après sa condamnation de 1987 pour "attentat à la pudeur" sans que personne ne lève le sursis.

## Procès
Le procès s'est ouvert le 27 mars 2008 à la cour d'assises de Charleville-Mézières et s'est achevé le 28 mai 2008.
Fourniret a refusé de s'exprimer en brandissant plusieurs fois un écriteau « sans huis clos, bouche cousue », avant de tendre un « exposé » au président de la cour, Gilles Latapie. Il a répondu aux questions sur son identité en brandissant cette feuille de papier blanc avec ces mots écrits par ordinateur.
Monique Olivier, elle, a répondu aux questions sur son identité.
Pendant toute la durée de leur procès, ils ont été incarcérés à la prison de Charleville-Mézières.
Deux mois d'audience ont été nécessaires afin de juger le couple. L'avocat général Francis Nachbar a requis la réclusion criminelle à perpétuité incompressible pour Michel Fourniret et la perpétuité assortie d'une période incompressible de trente ans pour Monique Olivier. Mais il a redistribué les rôles, désignant le premier comme le « pitoyable petit Fourniret » et la seconde comme l'« égérie criminelle », la « muse sanglante ». La cour a délivré son arrêt le 28 mai 2008 : Michel Fourniret a été condamné à la réclusion criminelle à perpétuité incompressible, Monique Olivier à la perpétuité accompagnée d'une peine de sûreté de 28 ans. Elle est, à ce jour, en France, la seule femme condamnée à une peine de perpétuité assortie d'une période incompressible de plus de vingt-deux ans. Les audiences civiles se sont déroulées le lendemain du verdict.
Les deux accusés n'ont pas fait appel de la décision. Ils ont été transférés à la prison qui les accueillait avant le procès : Michel Fourniret à Châlons-en-Champagne et Monique Olivier à Valenciennes. Michel Fourniret a été ensuite détenu à la maison centrale d'Ensisheim en Alsace, puis au centre pénitentiaire de Fresnes.
Alors qu'elle était toujours en stationnement depuis plus de deux ans sur le parking du tribunal, la camionnette blanche de Michel Fourniret a été détruite à la casse en juin 2010 sur ordre du tribunal de Charleville-Mézières.
Le 2 juillet 2010, le juge aux affaires familiales du tribunal de Charleville-Mézières prononce le divorce entre Michel Fourniret et Monique Olivier, après 21 ans de mariage.
Monique Olivier est encore mise en examen pour les affaires Parrish et Domèce à Paris et pour l'affaire Hamiche à Versailles. Michel Fourniret l'a été également pour les mêmes faits jusqu'à son décès.
Le 19 décembre 2023, après trois semaines de procès, Monique Olivier est condamnée à la réclusion criminelle à perpétuité, assortie d’une période de sûreté de 20 ans, par la cour d'assises des Hauts-de-Seine, à Nanterre. Monique Olivier a été déclarée coupable de complicité dans l'enlèvement, la séquestration et la mort de Marie-Angèle Domèce, 19 ans, Joanna Parrish, 20 ans et Estelle Mouzin, 9 ans. Le parquet avait demandé la peine maximum encourue pour ces faits, soit la perpétuité assortie de 22 ans de sûreté.

### Perpétuité réelle
Michel Fourniret est le troisième condamné à la perpétuité réelle après son introduction en 1994 ; après Pierre Bodein et Christian Beaulieu. A contrario, le tueur en série Guy Georges a été condamné à 22 ans de sûreté car toutes ses victimes à l’époque des faits avaient plus de quinze ans.
La perpétuité réelle est en fait « exceptionnellement aménageable » au bout de 30 ans après l'examen de trois experts psychiatres. La seule possibilité de libération dont aurait pu bénéficier Fourniret avant 2030 (compte tenu des années de détention provisoire) eût été pour cause de fin de vie (pathologie engageant le pronostic vital) ou l'incompatibilité de son état de santé avec son maintien en détention, et encore, il aurait fallu démontrer que sa libération ne causerait aucun trouble à l'ordre public.

## Mort
Le 10 mai 2021, hospitalisé en urgence à l'hôpital de la Salpêtrière à Paris, Michel Fourniret y meurt à l'âge de 79 ans. Il est enterré dans le carré des indigents du cimetière parisien de Thiais.

### Filmographie
- La Proie d'Éric Valette avec Albert Dupontel, Stéphane Debac et Alice Taglioni de 2011 ressemble très fortement à l'affaire liant Jean-Pierre Hellegouarch et Michel Fourniret.
- L'Avocat du diable, film documentaire d'Olivier Meyrou, sur le procès de Michel Fourniret et de Monique Olivier à Charleville-Mézières.
- La Traque, téléfilm réalisé par Yves Rénier et diffusé en 2021 avec Philippe Torreton dans le rôle de Fourniret.

### Documentaires télévisés
- « Michel Fourniret, l'homme aux deux visages » le 30 janvier 2005 dans Secrets d'actualité sur M6.
- « Michel Fourniret et Monique Olivier, l'alliance diabolique » en mars 2009 et octobre 2010 dans Faites entrer l'accusé présenté par Christophe Hondelatte sur France 2.
- « L'affaire Groix-Danais » (deuxième reportage) dans Affaires criminelles le 8 novembre 2009 sur NT1.
- « Fourniret : Le serial killer des Ardennes » (deuxième reportage) dans Suspect n° 1 le 15 juin 2011 sur TMC.
- « Affaire Michel Fourniret : l'ogre des Ardennes » (premier reportage) dans Chroniques criminelles le 2 novembre 2013 sur TFX.
- « Spécial Fourniret : il a fait trembler les Ardennes » le 6 mars 2017 dans Crimes sur NRJ 12.
- « Dossier noir : Fourniret-Olivier, la logique du mal » dans Devoir d'enquête sur la Une (RTBF), puis sur Numéro 23.
- « Michel Fourniret, l'ogre des Ardennes » dans Crimes à l'Est sur France 3.
- « Michel Fourniret, toute la vérité » le 5 octobre 2018 dans Le grand document sur LCI
- « Épisode 62 - Fourniret : les ogres des Ardennes » dans Les faits Karl Zéro en 2018
- « L'affaire Fourniret : dans la tête de Monique Olivier » Série de 5 épisodes diffusés sur Netflix.